# Haussprechanlage

Schema Haussprechanlage

Eine Haussprechanlage ist eine interne Fernsprechverbindung von Raum zu Raum, von Wohnung zu Wohnung, oder von der Eingangstür eines Hauses zu einer Wohnung. 
An der Eingangstür wird eine Haussprechanlage üblicherweise zur Zutrittskontrolle verwendet. 
Inzwischen sind auch Geräte erhältlich, die eine Digitalkamera und einen kleinen Bildschirm an der gegenüberliegenden Stelle enthalten. Dadurch kann der Gesprächspartner auch gesehen werden.
Zur Installation einer Haussprechanlage kann meist auf Drahtleitungen zurückgegriffen werden, was kostengünstiger als eine Funkübertragung ist.
Haussprechanlagen sind nicht barrierefrei: Schwerhörige und gehörlose Menschen, die auf das Lippenlesen angewiesen sind, können solche Anlagen nicht bedienen; Inhalte werden nicht verstanden, ein Lippenlesen ist auch bei vorhandenem Bildschirm nicht möglich, da die Bildqualität zum Lippenlesen in der Regel zu gering ist. 

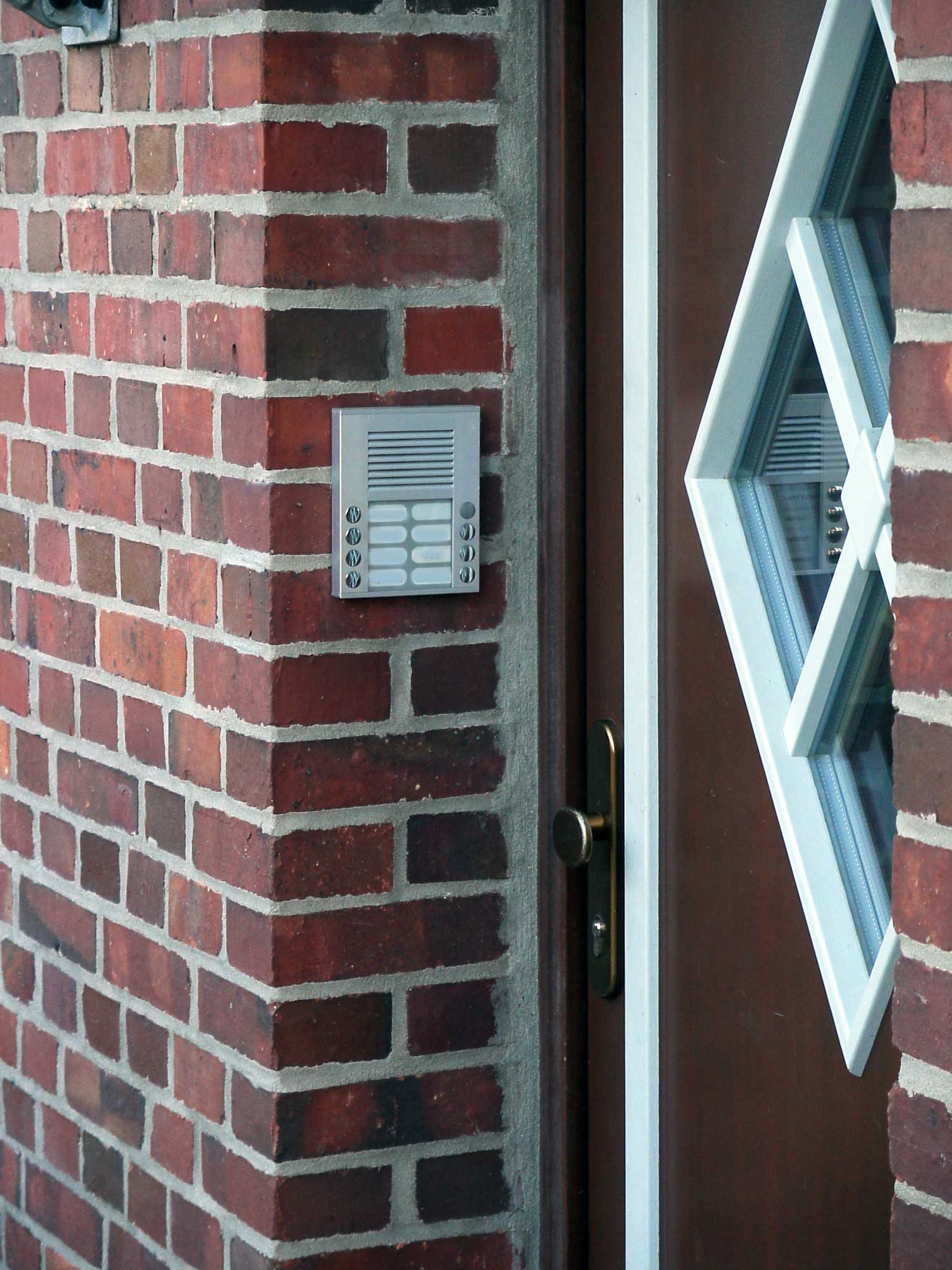
Haussprechanlage außen
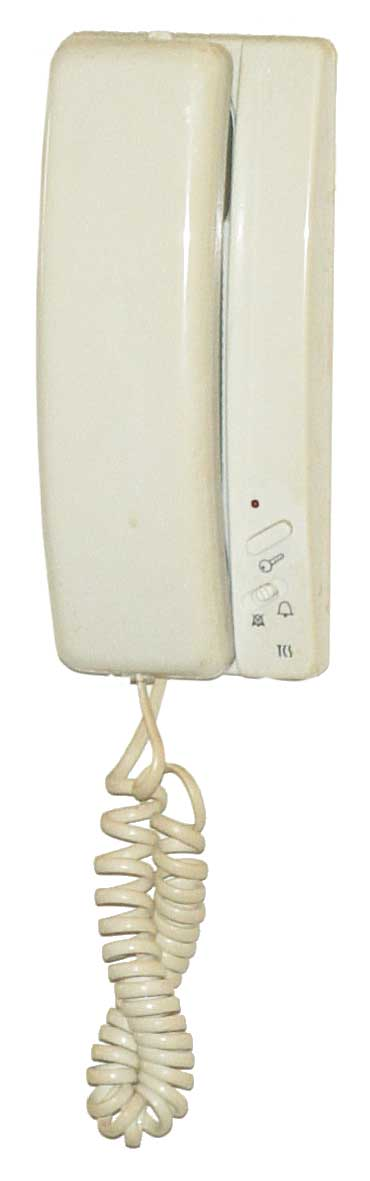
Haussprechanlage innen